# Group of Thirty
Pour les articles homonymes, voir G30.
Le Group of Thirty, ou G30, Groupe des Trente, est un think tank basé à  Washington. Il regroupe des financiers importants et des universitaires qui cherchent à approfondir la compréhension des problèmes économiques et financiers et à examiner les conséquences des décisions des secteurs publics et privés relatifs à ces sujets.

## Domaines d'intérêts
Les principaux sujets d'intérêt du groupe sont :
- Le marché des changes et la monnaie, etc. ;
- Les marchés internationaux de capitaux ;
- Les institutions financières internationales ;
- Les banques centrales  et la supervision des marchés et services financiers ;
- La macroéconomie sur des sujets tels que la production, le marché du travail, etc.

Le groupe a notamment préconisé des changements dans les procédures de compensation et de règlement/livraison. Le groupe tient deux réunions chaque année et organise des séminaires, des symposiums et des groupes de travail. 
Le Group of Thirty a été fondé en 1978 à l'initiative de la fondation Rockefeller qui a également fourni les premiers fonds. Son premier président a été Johannes Witteveen, un ancien directeur du Fonds monétaire international. Son président actuel est Paul Volcker.
Le Bellagio Group, formé par l'économiste  de l'école autrichienne Fritz Machlup, a été le prédécesseur immédiat du Group of Thirty. La première rencontre s'est tenue en 1963 pour examiner les problèmes monétaires internationaux, particulièrement les problèmes de balance de paiements qui affectaient alors les États-Unis.

## Membres
Liste des membres en 2022:

### Direction
- Jacob A. Frenkel (en), ancien gouverneur de la Banque d'Israël
- Tharman Shanmugaratnam, ancien vice-premier ministre de Singapour
- Guillermo Ortiz, ancien gouverneur de la Banque du Mexique
- Jean-Claude Trichet, ancien président de la Banque centrale européenne et gouverneur honoraire de la Banque de France.